# 三ツ矢雄二
三ツ矢 雄二（みつや ゆうじ、1954年〈昭和29年〉10月18日 - ）は、日本の声優、俳優、音響監督、ミュージシャン、タレント。愛知県豊橋市出生、名古屋市出身。

## 経歴
名古屋市立自由ヶ丘小学校、名古屋市立千種台中学校、愛知高等学校、東京の専門学校を経て明治大学文学部文芸学科文芸学専攻卒業。

### 生い立ち
愛知県豊橋市で誕生し、生後1年位に名古屋市に転居。
きょうだいの上に両親とも働いていたことからカギッ子で、やることがないため塾のハシゴをしていたという。その時は絵画教室、オルガン教室、習字教室、そろばん塾に通っていたが、いずれも長続きしなかったという。

### キャリア
小学4年生の時に合唱部に所属。音楽の教師に勧められたこと、隣家にテレビ局勤めの人物がいた関係で、10歳で中部日本放送で放送されていた素人ちびっ子のど自慢番組『どんぐり音楽会』に出場し、優勝。この時、審査員の一人から「三ツ矢君の声はオペラ向きだね」と評され、歌いながら芝居をするオペラというものがあることを知った。これをきっかけとしてテレビ業界に興味を持つようになり、中学校入学と同時に国際児童劇団に入団。子役としてのデビューは、『名探偵カッチン』のエキストラ。翌年、その後番組である『海から来た平太』のオーディションを受け、主役として合格。
その後は、地元名古屋だけでなく近畿地方にも進出し、関西テレビや近畿地区のNHK、京都の撮影所などでも仕事をこなすようになる。また中学3年生から、NHK名古屋で制作されていた『中学生群像』（『中学生日記』の前身）に生徒役でレギュラー出演し、全国放送にも登場するようになった。
高校卒業後は、元々興味のあった演出や脚本を学ぶため東京の専門学校に入学し、上京して大人の役者を目指し始める。しかしその途端にオーディションに通らなくなり、本人はその理由について身長が158センチしかなかったことを挙げている。同時にジャズシンガーになりたかった時期もあり、親には内緒で、子役の頃の貯えを使ってアメリカ合衆国へ渡り、半年ニューヨークに行っていた。その後ニューヨーク、シカゴを中心にベビーシッターをしながら3ヵ月ほど過ごし、ヨーロッパを回って帰国した。しかし帰国後、「さあこれからどうしよう」考えたときに、旅行中「やはり大学へ行って4年間を執行猶予期間にして進む道をゆっくり考えよう」と思ったことに加え、その後脚本家になる上で壁にぶつかったため、専門学校卒業後に20歳で明治大学文学部文芸学科に合格し、大学生となった。大学時代は外で演劇をしていたことから、「大学では音楽をやってみよう」と考えていた。ミュージカルなどでジャズの曲が歌われることが多かったこともあり、ジャズ研究会に所属して、ボーカルを担当していた。
舞台がしたかったこともあり、大学入学直後に知り合いから演出家の蜷川幸雄を紹介され、彼が所属していた「舞プロモーション」に所属して芸能活動を本格的に再開。所属事務所はその後、青二プロダクション、ぷろだくしょんバオバブ、NPSテアトル、アーツビジョン、大橋巨泉事務所、Y・M・O（旧・ラブライブ）、ブリングアップ、コンビネーションに所属していた。“鬼の蜷川”と称される彼に演技指導を受け、『王女メディア』で舞台デビュー。蜷川の舞台を一から作り上げる作業を間近で見たことは、後に三ツ矢が劇団を作る時の基礎となった。

### 声優・音響監督として
その後も演出・脚本などの基礎を学びながらアルバイト生活を送る中、子役時代のディレクターに「人形の声をやらないか」という話を受けて人形劇『プルルくん』に出演し、これが声のみでは初の仕事となった。また、俳優としても刑事ドラマ・時代劇などに出演するようになった。
『プルルくん』最終回後の打ち上げにおいて、永井一郎に勧められたことがきっかけとなり、アニメ『超電磁ロボ コン・バトラーV』のオーディションに参加（詳細は後述）。結果主役に抜擢されて正式に声優デビューを飾り、以後声優としてのキャリアを積み重ねていくこととなった。
仕事が順調に増え、1984年には声優仲間を集めてミュージカル劇団のプロジェクト・レヴューを設立するが、赤字がかさんで1990年には無一文になってしまう。その際、養成学校の講師と演劇雑誌の編集長の話を持ちかけられる。三ツ矢にとってどちらも経験のない分野だったが、それを引き受け翌91年より養成に携わる。1997年には養成所「ミツヤプロジェクト」と劇団「アルターエゴ」を結成。
声優活動、ディズニー作品などの吹替えなどに出演する一方、声優育成のための後進指導を行う。『るろうに剣心 -明治剣客浪漫譚-』で初めて音響監督を担当して以降、スタッフ業にも進出（音響監督業では、録音演出またはアフレコ演出の肩書きも持つ）。

### 現在まで
2011年10月に、テレビ番組『お願い!ランキング』の声優特集に顔出し出演して以降、民放各局のバラエティ番組にゲスト出演することが増えている。
2013年、第7回声優アワード「富山敬賞」を受賞。
2017年1月25日に三ツ矢雄二、井上和彦、水島裕の3人でランティスからFULL KabsとしてCDをリリースした。同年のバラエティ番組でゲイをカミングアウトして以降、LGBTQの講演会などに講師として呼ばれるようになった。また、東ちづるが理事長を務める“まぜこぜの社会”を目指す一般社団法人「Get in touch」に理事として参加している。

## 人物・特色
声種はテノール。
声優としては、誇張された女性語（いわゆるオネエ言葉）を話す男性キャラクターを得意としているが、ほかにも真面目なキャラクターから間の抜けたキャラクターまで、年齢や性格を問わないさまざまな役を演じている。『魔物ハンター妖子』や『ナースエンジェルりりかSOS』では、男性でありながらヒロインの祖母役を演じた。
2017年には63歳で小学生役をこなしている。
演劇でも舞台版『ミュージカル水色時代』『ミュージカル少女革命ウテナ』などの脚本・演出、『ミュージカル テニスの王子様』などの脚本・作詞を行うなど、演出家・脚本家・作詞家としても活動している。本人によれば「まさかの時の三ツ矢頼み」という言葉もできたほどだという。
また、声優ユニットバンド「スラップスティック」の初代キーボード担当として、数々のレコードをリリースし、テレビやライブなどで活躍した。
バラエティ番組などでは「オネエ」キャラとして知られていたが、自身の実際のセクシャリティについては「グレーゾーン」としてきた。しかし、2017年1月13日（同12日深夜）放送のテレビ東京『じっくり聞いタロウ〜スター近況（秘）報告〜』出演時に、ゲイであることを告白した（詳細後述）。
1月9日、テレビ朝日にて放映された『人気声優200人が本気で選んだ!声優総選挙!3時間SP』で第24位に選ばれる。
趣味は吉方旅行、DVD鑑賞、読書、気学。
座右の銘は「なるようになる」。好きな言葉は「Going my way」「Take it easy」。
20歳の頃、「将来やりたいこと」として以下のことをノートに書き留めた。「劇団を作る」、「芝居の脚本を書く」、「レコードを出す」、「ミュージカルに出る」。これらの願いは、その後全部達成できたという。
2021年の秋に人間ドックで前立腺がんが見つかったが腫瘍が小さく、医師から「今の所まだ手術の必要はありません」と告げられたため、現在（2023年1月）は様子見の状態である。
元々酒が強く、以前は朝方まで飲むことも多かったが、2022年5月に膵炎にかかった（その後完治）ことを機に飲む量を減らし、休肝日も設けるようになった。
3人きょうだいの末っ子で姉と兄がいる。

## エピソード

### 声優としての本格デビューの経緯
『プルルくん』への参加は、子役時代に世話になっていたNHKのディレクターに出会ったことがきっかけだった。その後『プルルくん』の最終日の打ち上げで永井一郎から「きみ、面白い声しているね」と『超電磁ロボ コン・バトラーV』のオーディションを勧められた。そのオーディションの結果、新人にもかかわらず主役（葵豹馬役）に抜擢された。
当時、映画やテレビでもアフレコを経験していたが、声優の仕事自体はしたことがなかったため、関係者から「『宇宙戦艦ヤマト』のスタジオを見てこい」と言われ、勉強のためにスタジオへ見学しに行った。
それまで役者経験は豊富だったが、『コン・バトラーV』では唯一新人声優だったこともあり慣れない声での演技にNGを連発した。共演した先輩声優・富田耕生は演技指導が厳しく、「ちゃんと絵を見ろ！台本ばかり見るな！」などと怒鳴られることもあった。同じく先輩の野沢雅子とは家が同じ方向だったため仕事終わりに車で送ってもらい、その道中口頭で丁寧に演技指導をしてくれたという。本人は後年、「声優としての基礎を指導してくださったお二人にはとても感謝しています」と述べている。
同番組終了後アニメの仕事が次々と舞い込み、『キャンディ・キャンディ』、『超人戦隊バラタック』などに出演。1970年代後半からのアニメブームもあって、当時は週にレギュラー11本を抱えた。以後、本格的に声優業を行うようになり、1980年前半にはアイドル声優としてレコードも出した。この時期には『ハーフボイルドストーリー　三ツ矢雄二の半熟話』（徳間書店・アニメージュ文庫、1984年）を刊行している。

### 友人関係、交流
最初に東京に出てきたときにあまりに芸能界が乱れていたことに驚いたが、その後声優界に入って最初に親切にしてくれたのは同い年の井上和彦だった（学年は井上のほうが上）。井上に出会わなければ東京を去っていたかもしれないとも語っており、「同い年だが心の中ではお兄さんだと思っている」「（井上のおかげで）こんな良い世界なら声優の世界に入ってみよう（と思った）」とも語っている。
また一つ年下の水島裕も加えてデビュー当時は「三人若手衆」「ヤングライオン」と呼ばれており、二人は三ツ矢にとっての「戦友」といった存在だと言う。
自ら「腐れ縁」と称する戸田恵子や竹下景子との付き合いは、『中学生群像』に出演した頃からである。ただし同作では竹下とは同じ中学3年生役だったが、中学1年生役だった戸田とは当時撮影現場で接する機会はほとんどなかった。また互いに独身でもある戸田とは年に一度は海外旅行（ブロードウェイの舞台鑑賞など）に行くほどであり、戸田のブログで度々話題に挙がっている。このほか、戸田からは「ゆうこりん」の愛称で呼ばれており、『それいけ!アンパンマン』では30年もの長期に渡りセミレギュラーでいるため、旧知の仲である。三ツ矢は戸田らについて「僕の前では裸になれる仲」としていながらも、実際に戸田が三ツ矢とあるホテルに滞在した際に入浴中に忘れ物をしたと浴室から全裸で現れた際は困惑してしまったという。竹下は三ツ矢が下積み時代に東京進出後には直ぐに売れっ子スターとなり、竹下が仕事で留守中の自宅マンションへ頻繁に出入りして当時から自宅の鍵を預かる程信頼されており、一日中留守番をしつつ真夏には当時まだ珍しかった家庭用クーラーの電源を入れて涼みながら竹下が帰宅するまでくつろいでいたという。
先述の戸田に加え同じく子役出身である冨永みーな、鶴ひろみらと親交があり、三ツ矢の誕生日には毎年の様に集まっていた。戸田によると三ツ矢の63歳の誕生日を祝っての会食となった2017年11月13日が鶴が三ツ矢らと会った最後の日になってしまったという。　
SMAPのメンバーとデビュー時からしばらく舞台などで仕事をすることが多く、その所縁で後年『SMAP×SMAP』に出演することも多かった。ある現場では稲垣吾郎に好意を持ったとされ、稲垣自身は「僕は三ツ矢さんだけのものではない」と困惑したというが三ツ矢本人は草彅剛の方が好きだったと明かしている。
『タッチ』で共演した日髙のり子からは後年、「バラエティ番組などでは一見おおらかで表面上はある種のいい加減さを見せていても、本当は繊細で誰よりも優しい。だから『タッチ』で上杉達也を演じられた時も、繊細な心理を表現できたんです。音響監督や演出家として共演した時は、声優や役者の個性を尊重してくださる印象があります」と評されている。

### マーグ人気
『六神合体ゴッドマーズ』では、主人公・明神タケル＝マーズ役、ストーリーの途中で死亡することが当初から決まっていた兄・マーグ役、両方のオーディションを受けていた。三ツ矢は「兄貴の方が早く死ぬらしいぞ」と言う噂を聞いており、ディレクターやプロデューサーから「狙うなら（長く出演できる）弟を狙え」と薦められたが、結局両方受けることになった。選考の結果、マーズは水島裕に決まり、三ツ矢はマーグ役に決定したが、放送が開始されるとマーグは予想以上の人気を博し、女性を中心に多数のファンが付いた。
作中でマーグは死亡し、その後ファンが行ったマーグの葬式では、喪服を着て出席した。この人気を受けて、マーグの魂が弟をサポートする形で復活、最終回のエンディングで『十七歳の伝説』の歌唱を担当し、ヒット賞を受賞し表彰された。さらに、マーグを主人公とした劇場版やOVAも製作される。後年になっても、CS放送などで再放送される際には三ツ矢がマーグとして番組予告を行っていることがある。
これらの経緯から、三ツ矢は「結果的にはマーズ役に落ちて良かった」、「ゴッドマーズは棚ぼた仕事だった、人気があれば役が復活するんだ」とも語っている。

### 洋画吹き替え
アニメで活躍する一方で、三ツ矢は洋画吹き替えの方にも積極的に挑戦し、名作・大ヒット映画の主役の吹き替えを数多く務めた。三ツ矢は「洋画の吹替の場合は、まず海外の俳優さんがいて、その人が有名であればあるほど一般の方がイメージを持っているので、その俳優さんに即した演技や声を第一に考えながらやっています」とアニメとの役作りの違いについて語っている。持ち役としてはマイケル・J・フォックスが挙げられる。
三ツ矢は自身のターニングポイントとなった作品として『アマデウス』（ヴォルフガング・アマデウス・モーツァルト役）を挙げており、当時のことを「名作映画で、しかも周りをベテランの方たちが固めている中に、若手がぽんと入ったような感じだったので、すごくプレッシャーがありましたが、終わった時に皆さんにすごくほめていただいて、初めて洋画の代表作ができたと思いました。」と振り返っている。またこの吹き替え版が長年ソフト収録されていなかったことに不満を持っており、それが初めてBlu-ray収録され、しかもディレクターズ・カット版の追加収録という形で再びモーツァルトを演じた際 には「本作がリリースされ、追加シーンで同じ役を30年ぶりに演じられるという事は一番の喜び。これでもう思い残すことはない。」と喜んでいた。
マイケル・J・フォックスの吹き替えについては、『ティーン・ウルフ』で初担当。後に聞いた話によると、本作は一種のオーディションで、「ここで大丈夫そうだったら『BTTF』（後述）に起用しよう」という流れがあったといい、「僕にとっては「ティーン・ウルフ」がなければ「BTTF」もなかったんですよ」と振り返っている。『バック・トゥ・ザ・フューチャー』は公開時に劇場で鑑賞したことで「凄く面白かった」と感じたと当時に、「このマイケル・J・フォックスの役は自分に合っているんじゃないか？ぜひやってみたいな。ただ、こんな大作はやらせてもらえないだろうな…」と思っていたことからオファーがあった際は「代表作が増えたぞ！」と喜びを感じ、実際のアテレコ現場でも役とシンクロして演じることが出来たという。民放での放送にもこの吹替が使用されることが多かったため、世間における認知度も高く、実際に民放で本作が別の吹き替え版で放送されると「何故三ツ矢版じゃないのか」という声が続出する程の支持を得ている。

### トンガリの演技
『キテレツ大百科』では、トンガリ役を担当することになる。三ツ矢はこの際、「トンガリは脇役だが、インパクトの強いキャラクターにすれば、出番が増えるかもしれない」と考え、徐々に甲高い声での独特の言い回しや叫びを多用。この演技を見た音響監督の小松亘弘からは、「無理をしなくていい」と言われたこともあったという。
結果的にトンガリは8年間の放送の中で、ほとんどのエピソードに登場することとなった。
喉を痛めて入院した際、消灯時間後に三ツ矢の病室を訪れた看護師数人から、「トンガリの声を出してほしい」と依頼されたことがあったという。この際、三ツ矢は深夜にもかかわらず要望に応えたと語っている。

### タッチ
『タッチ』では、「弟（上杉和也）の方が死ぬぞ」という噂を聞き、長生きする兄・上杉達也のオーディションを受けた。当時の三ツ矢は、『さすがの猿飛』の猿飛肉丸など、三枚目や人間以外の役を多く演じていたため、二枚目の上杉達也役ということで、プロデューサーが気を使ってくれたらしく、覆面オーディション形式で行われ、名前ではなく番号のみで呼ばれていた。プロデューサーとディレクターから「絶対兄さんの方が、役的に複雑だから勉強になるから、絶対オーディション頑張れよ」と陰で言って貰い、結果合格した。『タッチ』は最高視聴率31.9%を記録するほどの大ヒットアニメとなり、三ツ矢の最大のあたり役となった。原作者のあだち充からは最初は違和感があったが耳に馴染んでいき、描いていると声が聞こえてくるようになったと言われたという。
弟・上杉和也役に受かった難波圭一に対して、「死んじゃってもね、人気があってファンが騒ぐとね、生まれ変わるよ（上記のマーグ人気のこと）」と言ったが、結局生き返らず、難波から「なんだ、生き返らなかったじゃないですか」と言われ、「SFと現実物とは違うね」と謝った。
浅倉南が高架下で泣いているシーンにおいて、音声を入れずBGMを流すという演出がなされ、居合わせていた達也の台詞も無かったが、監督から「三ツ矢くん、心の中では号泣しているんだけど、でも聞こえてくる声は、泣いてなくて渇いてるんだよね」とダメ出しされたことがある。
上杉達也は自身と正反対の役で格闘・苦労したと同時に、やり易かったとも述べている。

#### 野球の知識
『タッチ』で主演したことから、放送からしばらくは高校野球のレポーターなど、野球関連の番組に出演する機会も多かった。しかし元々三ツ矢本人は基本的なルールやポジション名を知らないほど野球に対して無知なため、呼ばれる度に現場での反応に困っていたという。野球を知らなかった理由としては、子供の頃から芸能活動をしていて忙しかったため野球を見たりやったりする機会がなかったこと、父親は野球好きだったが無口で野球に関する会話をしなかったこと、兄弟もお互いに干渉しなかったため教えてくれなかったことなどを挙げている。
また三ツ矢以上に野球番組への出演機会があった日高のり子は、よく「三ツ矢と野球の繋がり」を聞かれ、その度どう言うべきか悩んだという。

### ネルケプランニング
演劇関連で、知人関係だった松田誠が社長を務める演劇プロデュース会社「ネルケプランニング」（以下ネルケ）がアニメ作品のキャスティング業に進出するとそれに協力。かつて講師を務めていた代々木アニメーション学院の教え子をネルケと繋がりのあるプロダクションへ斡旋した。
以降、アニメ業界への関わりはネルケ中心へとシフトしていき、2009年に自らの事務所を設立するまでネルケ関連の事務所へ在籍し日本俳優連合（日俳連）の組合員である立場とは反対に、ネルケと対立する組合側組織とは徐々に疎遠になっていったが、個人事務所を設立する現在はネルケ、組合等関係なく出演をしている。

### 舞台、脚本業
27歳の頃、上京時に立ち返って“そもそも何をしに東京に来たのか”と自問自答し、「舞台やもの作りがしたい」という原点を思い出した。舞台の中でも特にミュージカルが好きだったため、仕事を全て降りて1ヶ月間ニューヨークに滞在し、本場ブロードウェイミュージカルを見まくった。帰国後、友人・戸田恵子とのジョイントコンサートの中で短いミュージカルをすることになり、その時書いたオリジナル作品『ジミーとジョアン』が初脚本となった。
30歳の時、声優仲間の田中真弓と念願の劇団を旗揚げした後、自らの脚本・演出による公演を年4回のペースで行った。しかし、ミュージカルは一般的な舞台よりお金がかかり、資金繰りが大変で経営が赤字になった。劇団は5年ほどで解散したが、この舞台経験はその後脚本や演出をする上で大いに役立ったという。1991年にアニメ『聖闘士星矢』がミュージカル化される時に上記の経験から脚本家として起用され、その後『ミュージカル・テニスの王子様』なども手掛けることになった。

### 音響監督（アフレコ演出）としての活動
声優としての活動以外にも、音響監督（アフレコ演出）として裏方の活動も行っている。アフレコ演出という肩書を使用している理由は「ダビング作業はやらない方針」があるからとしている。
初めて音響監督を担当した作品は、1996年のアニメ『るろうに剣心 -明治剣客浪漫譚-』である。主人公・緋村剣心役に抜擢された涼風真世が宝塚歌劇団出身の女優だったため、宝塚の演技とアニメの演技の合体を上手く演出してくれる人ということで、舞台とアニメを知っている三ツ矢が音響監督をやるよう頼まれた。放送開始時は仕事に慣れるまで自分の名前を出さずに、音響監督に従事していた。3か月後、プロデューサーが「三ツ矢さんが慣れたと思うのでチェンジします」と涼風に伝えると、「三ツ矢さんじゃないとできない」と言ったため、音響監督を続投となった。アニメ制作がスタジオぎゃろっぷからスタジオディーンに交代となったのを境に、三ツ矢の名前も出るようになった。本作の評判が良かったことから、以降様々な作品で音響監督を依頼されるようになった。
出演者が登場人物の演技に詰まった場合、自身で手本を見せて、具体的に指摘するというアフレコ演出としての指導も行っている。その後、音響監督本来の仕事が忙しくなったため、声優が出演しているものは演出しなくてもいいと考えるようになり、特殊なもの以外は全て降板し、子役が出演している『クッキンアイドル アイ!マイ!まいん!』のみは担当していた。
なお、アフレコ演出という肩書を名乗る以前から自身が主演する番組で声優歴の浅い共演者 に演技指導をすることもあった。

### 後年のバラエティ出演
声優の仕事が落ち着いてきた50代の頃、バラエティ番組から声がかかったことで顔出しでタレントとして活躍の場を広げた。当初は過去の担当したアニメの様々な声を再現するだけで喜ばれていたが、ある日オネエ系キャラ（本人曰く「グレーゾーン」）によるトークを披露した。放送後、周りから「あの『タッチ』の上杉達也を演じた声優が、実はオネエ系キャラだった」という意外性が話題となった。
以降多くのバラエティ番組に出演し、本人なりに頑張ってトークで場を盛り上げ続けた。しかし徐々に心身に負担に感じたことで「バラエティは、自分には向いていない」と思うようになり、バラエティ番組の仕事は控えている。ただし、声優としてのトーク番組には、気負うことなく本音で話せることや、声優の仕事をもっと知ってもらいたいとの思いから2023年現在も出演を続けている。

### セクシャリティ
上記の通りバラエティ番組ではオネエ系キャラとして振る舞っていたが、実際のセクシャリティについては「グレーゾーン」と曖昧に表現するにとどめ、明言せずにいた。しかし実際には私生活では小学校高学年の頃には既に恋愛対象は同性で、その後の友人や仕事仲間にはゲイであることは周知の事実だった。20歳の時に同い年の男性と交際し、12年間付き合った。
田中真弓の仲介で大塚芳忠と1回だけ男同士のデートをした事もある。
2017年1月12日放送のテレビ東京系番組『じっくり聞いタロウ〜スター近況（秘）報告〜』において「ゲイかストレートかと言われればゲイ」であると告白した。それまで「グレーゾーン」と言葉を濁していたのは、「会社勤めをしている兄がおり、会社で何か言われると兄に迷惑がかかると思ったので、兄が定年退職するまではちょっと曖昧にしておこう」という意図だったという。
カミングアウトに至った理由については、兄が定年退職したこと、また声優として最近演じている役は（二枚目のキャラクターなどではなく）宇宙人や動物などが多いため「もうこの際いいや」と思ったことの2点を挙げている。また同時に性的マイノリティの俳優がセクシャリティを明らかにする、あるいは隠すことの是非については、その職業の特殊性から「役者はゲイであることを隠していても僕はかまわないと思う」と持論を展開し話題となった。なお、兄は2023年1月に死去したという。翌年24年5月に上梓した著書『曲のない詞　自伝的エッセイと曲のついていない書き下ろしの詞』（ネルケプランニング）で、改めてカミングアウトした。

## 出演
太字はメインキャラクター。

### テレビアニメ
1976年
- キャンディ・キャンディ（アーチーボルト・コーンウェル）
- 大空魔竜ガイキング（ジョージ）
- 超電磁ロボ コン・バトラーV（1976年 - 1977年、葵豹馬）

1977年
- 一発貫太くん（千葉）
- 激走!ルーベンカイザー（速水俊介）
- 超人戦隊バラタック（1977年 - 1978年、ユージ）
- ヤッターマン（王子）

1978年
- はいからさんが通る（シスターボーイ）
- 魔女っ子チックル（三太） - 「三ツ矢勇二」と誤表記
- 無敵鋼人ダイターン3（トニー、隊員B）
- 一球さん（中沢）

1979年
- アニメーション紀行 マルコ・ポーロの冒険（トウス、カディフ、デーバの息子）
- 宇宙戦艦ヤマト2（新米俵太）
- 科学冒険隊タンサー5（1979年 - 1980年、自然夢人〈ユメト〉）
- サイボーグ009（1979年版）（ペール）
- ゼンダマン（1979年 - 1980年、鉄ちゃん）
- 日本名作童話シリーズ 赤い鳥のこころ（杜子春）
- 巴里のイザベル（ジャン）
- 星の王子さま プチ・プランス（イリアーク）
- 野ばらのジュリー（アラン）
- 花の子ルンルン（ペドロ）

1980年
- 宇宙戦士バルディオス（ロイ）
- 鉄腕アトム (アニメ第2作)（プッコ）
- 太陽の使者 鉄人28号（パイロット）
- ルパン三世 (TV第2シリーズ)

1981年
- ゴールドライタン（南条オサム、スコープライタン）
- タイムパトロール隊オタスケマン（主税）
- 六神合体ゴッドマーズ（1981年 - 1982年、マーグ）

1982年
- おちゃめ神物語コロコロポロン（アキレウス）
- おはようスパンク（ピエロ）
- 怪物くん
- 科学救助隊テクノボイジャー（ビリー）
- さすがの猿飛（1982年 - 1984年、肉丸）
- 手塚治虫のドン・ドラキュラ（会長）
- とんでモン・ペ（チリチリ）
- パタリロ!/ぼくパタリロ!（タマネギ部隊）
- 魔法のプリンセス ミンキーモモ（マック）

1983年
- 銀河疾風サスライガー（ボビー）
- The・かぼちゃワイン（夢二）
- 聖戦士ダンバイン（ビビ・ポー）
- ストップ!! ひばりくん!（板垣大助〈耕作の親友〉）
- ピュア島の仲間たち（ピラピラ）
- ななこSOS（四谷智茂）
- プラレス3四郎（マイコンの源）
- レディジョージィ（ロエル）

1984年
- ガラスの仮面（桜小路優）
- キャプテン翼（1984年 - 1985年、新田）
- 超力ロボ ガラット（1984年 - 1985年、サラダーユ）

1985年
- 蒼き流星SPTレイズナー（ギウラ）
- タッチ（1985年 - 2001年、上杉達也） - 1シリーズ + 特別編2作品

1986年
- オズの魔法使い（チックタック）
- Bugってハニー（1986年 - 1987年、ワンナップ）
- Mr.ペンペン（ペンペン）

1987年
- シティーハンター（蛾眉丸信二）
- 聖闘士星矢（1987年 - 1988年、シャカ、ミーメ）
- ハイスクール!奇面組（一日一善）
- 陽あたり良好!（高杉勇作）

1988年
- キテレツ大百科（1988年 - 1996年、尖浩二〈トンガリ〉、受験生、トンガリのパパ〈少年期〉、旧石器人の子供）

1989年
- がきデカ（こまわり君）
- それいけ!アンパンマン（1989年 - 2024年、かびるんるん、ハンバーガーキッド、カツドンマン、さかさまんA〈初代〉、タクトマン〈3代目〉、ピアノマン〈3代目〉、ケロゴン〈2代目〉、クモラ、しり鳥、ヨーヨーマン、テープかたつむり（黄色）、アカキンマン、つみきの城の王子（C）〈5代目〉、キザチーズ 他）
- たいむとらぶるトンデケマン!（1989年 - 1990年、はやと）
- ドラゴンボールZ（1989年 - 1995年、グレゴリー、シン / 界王神、キビト界王神）
- 藤子・F・不二雄アニメスペシャル SFアドベンチャー T・Pぼん（並平凡）
- YAWARA!（錦森）
- らんま1/2（1989年 - 1992年、小乃東風） - 2シリーズ

1990年
- 雲のように風のように（菊凶）
- それいけ!アンパンマン みなみの海をすくえ!（カツドンマン）

1994年
- 赤ずきんチャチャ（1994年 - 1995年、ソーゲス、ヨーダス、ハイデヤンス）
- SAMURAI SPIRITS 〜破天降魔の章〜（千両狂死郎）

1995年
- H2（国見太郎）
- ナースエンジェルりりかSOS（森谷くるみ）

1999年
- ビックリマン2000（ナレーション）
- モンスターファーム〜円盤石の秘密〜（ジャアクソウ〈長女〉）

2000年
- メダロット（プリミティーベビー）

2001年
- パラッパラッパー（タコ山）

2004年
- レジェンズ 甦る竜王伝説（スケルトン）

2006年
- 妖怪人間ベム（ウィー・ウィリー・ウィンキー）

2007年
- 鋼鉄三国志（曹操孟徳）

2008年
- おじゃる丸（シルバー）
- スティッチ!（2008年 - 2015年、プリークリー） - 5シリーズ

2009年
- 空中ブランコ（伊良部一郎〈大、中〉）

2011年
- C（井種田）
- デジモンクロスウォーズ 〜時を駆ける少年ハンターたち〜（スーパースターモン）
- トリコ（グリンパーチ）
- Dororonえん魔くん メ〜ラめら（百手）
- 日常（ナレーション）
- まじっく快斗（藤江）

2012年
- エリアの騎士（五島監督、竹田監督）
- GON -ゴン-（チョロ）
- スマイルプリキュア!（ジョーカー）

2013年
- 銀の匙 Silver Spoon（校長）

2014年
- スペース☆ダンディ（社長）
- ドラゴンボール改（シン / 界王神、キビト界王神）

2015年
- ONE PIECE（ピーカ）

2016年
- 牙狼 -紅蓮ノ月-（源融）

2017年
- タイムボカン24（三蔵法師）

2018年
- 伊藤潤二『コレクション』（双一）
- ポプテピピック（2018年 - 2021年、ポプ子〈第1話Bパート / 再放送・リミックス版第10話Aパート〉）
- PERSONA5 the Animation（鴨志田卓）
- 深夜!天才バカボン（あだち充先生）

2019年
- 聖闘士星矢 セインティア翔（乙女座のシャカ）

2020年
- おしりたんてい（2020年 - 2022年、チワワしょちょう）

2021年
- ワールドトリガー（染井父）

2025年
- 名探偵コナン（石川元気〈2代目〉）

### 劇場アニメ
1980年
- ゼンダマン ピラミッドの謎の箱だよ!ゼンダマン（鉄ちゃん / ゼンダマン1号）

1981年
- タイムパトロール隊オタスケマン アターシャの結婚披露宴!?（鉄ちゃん / ゼンダマン1号）
- 夏への扉（クロード）

1982年
- 六神合体ゴッドマーズ（マーグ）

1983年
- ドラえもん のび太の海底鬼岩城（バギー）

1985年
- ドラえもん のび太の宇宙小戦争（ロコロコ）

1986年
- キャプテン翼 明日に向って走れ!（新田）
- タッチ 背番号のないエース（上杉達也）
- タッチ2 さよならの贈り物（上杉達也）
- ドラえもん のび太と鉄人兵団（ミクロス）

1987年
- 聖闘士星矢（オルフェウス）
- タッチ3 君が通り過ぎたあとに -DON'T PASS ME BY-（上杉達也）
- Bugってハニー メガロム少女舞4622（ワンナップ）
- プロゴルファー猿 甲賀秘境!影の忍法ゴルファー参上!（影王丸）

1988年
- ドラえもん のび太のパラレル西遊記（タイムマシーン）
- 陽あたり良好! KA・SU・MI 夢の中に君がいた（高杉勇作）

1989年
- それいけ!アンパンマン キラキラ星の涙（カツドンマン）
- ドラえもん のび太の日本誕生（コンピューター）

1990年
- おじさん改造講座（秋田〈ミズラ〉）
- それいけ!アンパンマン ばいきんまんの逆襲（カツドンマン）

1991年
- それいけ!アンパンマン ドキンちゃんのドキドキカレンダー（カツドンマン）
- まじかる☆タルるートくん（タバンバ）

1992年
- それいけ!アンパンマン つみき城のひみつ（カツドンマン）
- それいけ!アンパンマン アンパンマンとゆかいな仲間たち（カツドンマン）

1993年
- それいけ!アンパンマン 恐竜ノッシーの大冒険（カツドンマン）

1994年
- 餓狼伝説 -THE MOTION PICTURE-（ダック・キング）
- それいけ!アンパンマン リリカル☆マジカルまほうの学校（カツドンマン）
- それいけ!アンパンマン みんな集まれ! アンパンマンワールド（カツドンマン）
- 幽☆遊☆白書 冥界死闘篇 炎の絆（魔舎裏）

1996年
- それいけ!アンパンマン 空とぶ絵本とガラスの靴（カツドンマン）

1997年
- それいけ!アンパンマン 虹のピラミッド（カツドンマン）
- るろうに剣心 -明治剣客浪漫譚- 維新志士への鎮魂歌（ナレーション）

1999年
- それいけ!アンパンマン アンパンマンとたのしい仲間たち（かつどんまん、ハンバーガーキッド）

2001年
- サクラ大戦 活動写真（江戸川夢声）
- それいけ!アンパンマン ゴミラの星（カツドンマン）

2002年
- それいけ!アンパンマン 鉄火のマキちゃんと金のかまめしどん（カツドンマン）

2006年
- それいけ!アンパンマン いのちの星のドーリィ（カツドンマン）
- それいけ!アンパンマン コキンちゃんとあおいなみだ（カツドンマン）

2007年
- それいけ!アンパンマン ホラーマンとホラ・ホラコ（カツドンマン）

2008年
- それいけ!アンパンマン 妖精リンリンのひみつ（カツドンマン）
- それいけ!アンパンマン ヒヤヒヤヒヤリコとばぶ・ばぶばいきんまん（カツドンマン）

2010年
- それいけ!アンパンマン ブラックノーズと魔法の歌（カツドンマン）
- それいけ!アンパンマン はしれ!わくわくアンパンマングランプリ（カツドンマン）

2012年
- クレヨンしんちゃん 嵐を呼ぶ!オラと宇宙のプリンセス（マズマズ・イケーメン）
- やなせたかしシアター ハルのふえ（ねずみ）

2013年
- ドラゴンボールZ 神と神（界王神）
- 劇場版 トリコ 美食神の超食宝（グリンパーチ）

2014年
- それいけ!アンパンマン りんごぼうやとみんなの願い（ハンバーガーキッド）

2015年
- リズムでうたおう!アンパンマン夏まつり（カツドンマン）

2018年
- それいけ!アンパンマン かがやけ!クルンといのちの星（カツドンマン）
- 猫企画（父）

2020年
- クレヨンしんちゃん 激突! ラクガキングダムとほぼ四人の勇者（魔法使い）

### OVA
1985年
- 軽井沢シンドローム（松沼純生）
- メガゾーン23（モーリー）

1986年
- 魔女でもステディ（関ひさし）

1988年
- 宇宙家族カールビンソン（アンディ）
- 宇宙の戦士（カール）
- 吸血姫美夕（レムレス）
- 妖精王（爵 / 前代王）
- 六神合体ゴッドマーズ 十七歳の伝説（マーグ）

1989年
- 神州魑魅変（京極小四郎）
- 敵は海賊〜猫たちの饗宴〜（アプロ）
- Hi-SPEED JECY（ジェシー）

1990年
- 江口寿史のなんとかなるでショ!
- しあわせのかたち（たかの）
- CBキャラ 永井豪ワールド（1990年 - 1991年、サイコジェニー）
- 魔物ハンター妖子（真野マドカ）

1991年
- おれ、夕子（ガリベン）
- 銀河英雄伝説（キュンメル）

1992年
- OZ（リオン・エプスタイン）

1994年
- 魔物ハンター妖子5 光陰覇王の乱（真野マドカ）
- 幽幻怪社（成田東）

1995年
- 魔物ハンター妖子2（真野マドカ）

1996年
- 赤ずきんチャチャ（じーさま、ホウキング、教頭先生）

2002年
- 聖闘士星矢 冥王ハーデス十二宮編（シャカ）

2006年
- 聖闘士星矢 冥王ハーデス冥界編 前章（シャカ）

2007年
- 聖闘士星矢 冥王ハーデス冥界編 後章（シャカ）

2008年
- 聖闘士星矢 冥王ハーデスエリシオン編（シャカ）

### Webアニメ
- 聖闘士星矢 黄金魂 -soul of gold-（2015年、シャカ）
- 聖闘士星矢: Knights of the Zodiac（2019年、乙女座のシャカ[108]）
- 伊藤潤二『マニアック』（2023年、双一[109]）

### ゲーム
1990年
- らんま1/2（東風先生）※PCエンジン版

1994年
- ドラゴンボールZ 超武闘伝3（界王神）

1995年
- ドラゴンボールZ アルティメットバトル22（界王神）
- ドラゴンボールZ 真武闘伝（界王神）

1996年
- 新スーパーロボット大戦（ギウラ）
- 第4次スーパーロボット大戦S（葵豹馬）
- ドラゴンボールZ 偉大なるドラゴンボール伝説（界王神）

1997年
- スーパーロボット大戦シリーズ（1997年 - 2025年、葵豹馬） - 15作品

1998年
- タイムボカンシリーズ ボカンですよ（ゼンダマン1号）
- 双界儀（寄り神）
- ブレイヴフェンサー 武蔵伝（兵士バラニック）

2000年
- さらば宇宙戦艦ヤマト 愛の戦士たち（新米俵太）

2001年
- サクラ大戦3 〜巴里は燃えているか〜（マスク・ド・コルボー）
- タイムボカンシリーズ ボカンGoGoGo（鉄ちゃん / ゼンダマン1号）
- リアルロボットレジメント（葵豹馬）

2002年
- キングダム ハーツ（フィンケルスタイン）

2004年
- ドラゴンボールZ2（界王神）

2005年
- キングダム ハーツII（フィンケルスタイン、ティモン）
- 聖闘士星矢 聖域十二宮編（シャカ）
- 天外魔境III NAMIDA（金持皇子）
- ドラゴンボールZ3（界王神）
- ドラゴンボールZ スパーキング!（界王神）

2006年
- キャプテン翼（新田瞬）※PlayStation 2版
- ドラゴンボールZ スパーキング! ネオ（界王神）

2007年
- 聖闘士星矢 冥王ハーデス十二宮編（シャカ）
- ドラゴンボールZ 真武道会2（界王神）
- ドラゴンボールZ スパーキング! メテオ（界王神）

2009年
- ドラゴンボール レイジングブラスト（界王神、キビト神）

2010年
- ドラゴンボール タッグバーサス（界王神、キビト神）

2011年
- 第2次スーパーロボット大戦Z 破界篇（マーグ）
- 聖闘士星矢戦記（シャカ）
- ドラゴンボールヒーローズ（2011年 - 2017年、界王神） - 5作品

2012年
- Kinect ラッシュ: ディズニー/ピクサー アドベンチャー（レックス）
- トリコ グルメサバイバル!2（グリンパーチ）
- トリコ グルメモンスターズ!（グリンパーチ）

2013年
- 聖闘士星矢 ブレイブ・ソルジャーズ（シャカ）
- デジモンアドベンチャー（ピッコロモン） - PSP版
- トリコ グルメガバトル!（グリンパーチ）
- ディズニー インフィニティ（レックス、マイク・ワゾウスキ）

2014年
- CV 〜キャスティングボイス〜（菅原よしあき）

2015年
- ガールフレンド（仮）（悪ギャル男）
- 聖闘士星矢 ソルジャーズ・ソウル（シャカ、ミーメ）
- ドラゴンボールZ 超究極武闘伝（界王神）

2016年
- ドラゴンクエストヒーローズII 双子の王と予言の終わり（ゼビオン王、ザラーム）
- ペルソナ5（鴨志田卓）
- モンスターハンター フロンティアZ
- ONE PIECE トレジャークルーズ（ピーカ）

2017年
- キャプテン翼 〜たたかえドリームチーム〜（新田瞬）
- ゼノブレイド2（ムイムイ）

2018年
- ペルソナQ2 ニュー シネマ ラビリンス（カモシダーマン）

2019年
- キングダム ハーツIII（レックス）
- 共闘ことばRPG コトダマン（シャドウ・カモシダ / カモシダ・アスモデウス・スグル）
- スーパードラゴンボールヒーローズ ワールドミッション（界王神、キビト神）
- ペルソナ5 ザ・ロイヤル（鴨志田卓）

2020年
- ONE PIECE 海賊無双4（ピーカ）
- 聖闘士星矢 ライジングコスモ（乙女座 シャカ）

2021年
- 幽☆遊☆白書 100%本気バトル（魔舎裏）

2023年
- ONE PIECE ODYSSEY（ピーカ）

2024年
- メガトン級ムサシW（葵豹馬）

2025年
- モンスターストライク（カモシダ・アスモデウス・スグル）

### 吹き替え

#### 担当俳優
マイケル・J・フォックス
- 再会の街/ブライトライツ・ビッグシティ（ジェイミー・コンウェイ）※VHS版
- シー・ユー・イエスタデイ（ロックハート先生）
- スチュアート・リトル（スチュアート・リトル）※テレビ朝日版（TBS版の部分新録も担当）
- ティーン・ウルフ（スコット・ハワード）※テレビ朝日版（Blu-ray・DVD収録）
- バック・トゥ・ザ・フューチャーシリーズ
  - バック・トゥ・ザ・フューチャー（マーティ・マクフライ）※テレビ朝日版（Blu-ray BOX収録）
  - バック・トゥ・ザ・フューチャー PART2（マーティ・マクフライ / マーティ・マクフライJr. / マーリーン・マクフライ）※テレビ朝日版（Blu-ray BOX収録）
  - バック・トゥ・ザ・フューチャー PART3（マーティ・マクフライ / シェイマス・マクフライ）※テレビ朝日版（Blu-ray BOX収録）、日本テレビ版
  - CRバック・トゥ・ザ・フューチャー（マーティ・マクフライ）

#### 映画（吹き替え）
- 青い珊瑚礁（リチャード〈クリストファー・アトキンズ〉[122]）
- 悪魔たち、天使たち（エディ・アゴピアン〈ジョー・パントリアーノ〉）
- アマデウス（ヴォルフガング・アマデウス・モーツァルト〈トム・ハルス〉[123]）
- アメリカン・グラフィティ（テリー・フィールズ〈チャールズ・マーティン・スミス〉）※TBS版（ユニバーサル思い出の復刻版DVD収録）
- ヴァン・ヘルシング（カール〈デヴィッド・ウェンハム〉）※テレビ朝日版
- ウィロー（ウィロー〈ワーウィック・デイヴィス〉）※TBS版
- ウエスト・サイド物語（ベイビー・ジョーン）※TBS旧版
- 大いなる眠り（カール）※TBS版
- 大人の女子会・ナイトアウト（ショーン〈ショーン・アスティン〉[124]）
- ガーフィールド（ルイス〈ニック・キャノン〉）
- ガープの世界（ロバータ・マルドゥーン〈ジョン・リスゴー〉）
- がんばれ!ベアーズ（ケリー・リーク〈ジャッキー・アール・ヘイリー〉）※日本テレビ版
- がんばれ!ベアーズ 特訓中（ケリー・リーク〈ジャッキー・アール・ヘイリー〉）※日本テレビ版&テレビ朝日版
- キャリー（ビリー・ノーラン〈ジョン・トラボルタ〉）
- 虚栄のかがり火（シャーマン・マッコイ〈トム・ハンクス〉）
- グッドモーニング, ベトナム（ホーク少尉〈ブルーノ・カービー〉[125]）※VHS版
- クレイジーポリス大追跡（ロスコー・ウィルトン〈ジミー・マクニコル〉）
- グローイング・アップ3/恋のチューインガム（ベンジー〈イフタク・カツール〉）
- コーキー・ロマーノ FBI潜入捜査官?（コーキー・ロマーノ〈クリス・カッテン〉）
- ゴーストバスターズ（ジョナサン）
- 殺しのドレス（ピーター・ミラー〈キース・ゴードン〉[126]）※TBS版
- 最前線物語（ジョンソン〈ケリー・ウォード〉）※TBS版
- 13日の金曜日 完結編（テッド）
- 新・13日の金曜日（ジェイク）
- 13日の金曜日 PART6 ジェイソンは生きていた!（コート）
- ジョーズ・アパートメント（ラルフ・ローチ〈ビリー・ウェスト〉）
- ショート・サーキット（ナンバー5〈ティム・ブレイニー〉）
- ショート・サーキット2 がんばれ!ジョニー5（ジョニー5〈ティム・ブレイニー〉）※VHS版
- 正午から3時まで（コーディ・テイラー）
- スター・ウォーズ エピソード5/帝国の逆襲（ダック・ラルター〈ジョン・モートン〉）※劇場公開版（リミテッドエディションDVD収録）
- スプラッシュ（アラン・バウアー〈トム・ハンクス〉）※フジテレビ版
- スペース・プレイヤーズ（スピーディー・ゴンザレス[127]）
- スマーフ2 アイドル救出大作戦!（バニティ〈ジョン・オリバー〉）
- スモール・ソルジャーズ（インセニアック〈マイケル・マッキーン〉）※日本テレビ版
- ダーククリスタル（ジェン〈スティーブン・ガーリックー〉）※VHS版、フジテレビ版
- タイタンの戦い（エニヨ、デイノ）※テレビ朝日版
- ダイナー（シュレヴィ〈ダニエル・スターン〉）
- 弾丸特急ジェット・バス（トミー・ジョイス）
- ツーフィンガー鷹（タイガー〈ユン・ピョウ〉）※TBS版
  - チャンピオン鷹 ※TBS版
- ドクターズ・アカデミー 全員暴走中!（ジェフ・マークス〈スティーヴ・グッテンバーグ〉）
- トリプルX（トビー・リー・シェイヴァース）※ソフト版
- トリプルX ネクスト・レベル（トビー・リー・シェイヴァース）※ソフト版
- ニジンスキー（ヴァーツラフ・ニジンスキー）
- パーティ★モンスター（ジェームズ・セント・ジェームズ〈セス・グリーン〉）
- バートン・フィンク（バートン・フィンク〈ジョン・タトゥーロ〉）※VHS版
- パシフィック・リムシリーズ（Dr.ハーマン・ゴッドリーブ〈バーン・ゴーマン〉）
  - パシフィック・リム[128]
  - パシフィック・リム: アップライジング[129]
- ハックルベリー・フィンの冒険（ハックルベリー・フィン〈ロン・ハワード〉）
- ハットしてキャット（フィッシュ〈ショーン・ヘイズ〉）
- パラダイム（ウォルター〈デニス・ダン〉）※テレビ朝日版（ソフト収録）
- ピンク・パンサー4（クロード・ルソー）
- ファミリービジネス（アダム・マクマレン〈マシュー・ブロデリック〉）
- フィフス・エレメント（ルビー・ロッド〈クリス・タッカー〉）※テレビ朝日版、BD版
- フェリーニのアマルコルド（チッタ）
- 不思議の国のアリス（眠りネズミ〈ダドリー・ムーア〉）※VHS版
- フライト・オブ・フェニックス（エリオット〈ジョヴァンニ・リビシ〉）
- フライトナイト（エド・トンプソン）※テレビ朝日版
- プロジェクトA（ひょうきん[130]）※テレビ朝日版、WOWOW版
- ホーム・アローン2（セドリック〈ロブ・シュナイダー〉）※フジテレビ版
- ボクの彼女は地球人（ウィップロック〈ジム・キャリー〉）
- 微笑みがえし（エディ〈ダナ・カーヴィ〉）
- マウス・ハント（ラース〈リー・エヴァンス〉）※TBS版
- マネーゲームで大逆転/しゃべった!走った!もうかった!（フレッド・P・チェイニー〈ボブキャット・ゴールドスウェイト〉）
- ミュータント・タートルズ（ミケランジェロ）※VHS版
- ミュータント・ニンジャ・タートルズ2（ミケランジェロ）※劇場公開版
- メン・イン・ブラック2（マイケル〈マイケル・ジャクソン〉）※ソフト版
- メン・イン・ブラック3（グリフィン〈マイケル・スタールバーグ〉）
- モー・マネー（シーモア・スチュワート〈マーロン・ウェイアンズ〉）
- 燃えよデブゴン（カオ）
- 燃えよデブゴン5 モンキー・フィスト猿拳（オカマ〈ワン・クァンユー〉）
- ヤング・シャーロック/ピラミッドの謎（ジョン・ワトソン[131]）※テレビ朝日版
- ラッシュアワー（ジェームズ・カーター〈クリス・タッカー〉）※機内上映版
- リトル・ショップ・オブ・ホラーズ（シーモア・クレルボーン〈リック・モラニス〉）
- リトル・ニキータ（ジェフ・グラント〈リヴァー・フェニックス〉[132]）※機内上映版
- リロ&スティッチ（プリークリー〈ビリー・マグヌッセン〉[133]）
- ルーニー・テューンズ:バック・イン・アクション（スピーディー・ゴンザレス）
- レディ・プレイヤー1（短髪シクサー研究員[134]）
- ロストボーイ（サム・エマーソン〈コリー・ハイム〉）

#### ドラマ
- アルフ（リック）
- SOAP（ジョディ〈ビリー・クリスタル〉）
- がんばれ!ベアーズ
  - シーズン1（ケリー・リーク）
  - シーズン2（ジョッシュ）
- セサミストリート（エルモ）※スペシャル版
  - セサミストリート: 世界の国からハッピーニューイヤー
  - エルモのクリスマス
- ダイノトピア 謎の恐竜王国（ジッポ〈リー・エヴァンス〉）※テレビ朝日版
- 地上最強の美女たち!チャーリーズ・エンジェル シーズン3 #8（ティム・アッシャー）
- 特攻野郎Aチーム
  - シーズン2 #18（デイヴィ）
  - シーズン4 #15（ボーイ・ジョージ）
- NOLLY ソープオペラの女王（ラリー・グレイソン〈マーク・ゲイティス〉[135]）
- パパにはヒ・ミ・ツ シーズン2（ジェレミー〈ジョナサン・テイラー・トーマス〉）
- フェーム/青春の旅立ち（モンゴメリー・マクニール）
- ふたりは友達? ウィル&グレイス（ジャック・マクファーランド〈ショーン・ヘイズ〉）
- フラグルロック（ウェンブリー・フラグル）※NHK版
- THE BLACKLIST/ブラックリスト シーズン3 #6（フィガロ[136]）
- フルハウス（スティーブ）
- マペット放送局（マーティン・ショート）
- 名探偵ポワロ「スズメバチの巣」（クロード・ラングトン〈ピーター・カパルディ〉）
- 世にも不思議なアメージング・ストーリー（ハリー・バランタイン〈トニー・キーニッツ〉）
- リップタイド探偵24時（マレー・ボジンスキー）
- ルーツ（ジョージ・”チキン・ジョージ”・モーア）※ソフト版

#### アニメ
- アメリカ物語（ディジット）
- おやゆび姫 サンベリーナ（ミス・フィールドマウス）
- オリバー ニューヨーク子猫ものがたり（ティト)
- 恐竜大行進（ヴォーブ）
- ジョニー・ブラボー（ジギー）
- スター・ウォーズシリーズ（ジャー・ジャー・ビンクス）
  - スター・ウォーズ/クローン・ウォーズ
  - LEGO スター・ウォーズ パダワン・メナス
  - ロボット・チキン
  - LEGO スター・ウォーズ エンパイア・ストライクス・アウト
  - LEGO スター・ウォーズ/リビルド・ザ・ギャラクシー
- タンタンの冒険旅行（日活版）（タンタン）
- トイ・ストーリーシリーズ（レックス）
  - トイ・ストーリー
  - トイ・ストーリー2
  - トイ・ストーリー3
  - ハワイアン・バケーション（レクシング・ボール）
  - ニセものバズがやって来た
  - レックスはお風呂の王様
  - スペース・レンジャー バズ・ライトイヤー 帝王ザーグを倒せ!（リトル・グリーン・メン）
  - トイ・ストーリー4[137]
  - フォーキーのコレって何?
- ナイトメアー・ビフォア・クリスマス（フィンケルスタイン）
- ハウス・オブ・マウス（ティモン、ティモシー、カード）
- バルト 新たなる旅立ち（ムール）
- ミュータント・タートルズ（1987年東和ビデオ版）（ミケランジェロ〈2代目〉）
- モンスターズ・インク（巨大レックス、予告編マイク・ワゾウスキ）
- モンスター・ホテル（マレー[138]）
  - モンスター・ホテル2（マーレイ）
  - モンスター・ホテル クルーズ船の恋は危険がいっぱい?!（マーレイ[139]）
- ライオン・キング（ティモン）
  - ライオン・キング2 シンバズ・プライド
  - ライオン・キング3 ハクナ・マタタ
  - ライオン・キングのティモンとプンバァ（モンティ）
  - ライオン・ガード
- リトルフットシリーズ（ピートリー）
- リラクタント・ドラゴン（ドラゴン）※WOWOW・VOD版
- リロ・アンド・スティッチ ザ・シリーズ（プリークリー）
  - リロ・アンド・スティッチ
  - リロイ・アンド・スティッチ
  - スティッチ!ザ・ムービー
  - リロ・アンド・スティッチ2
- ルーニー・テューンズ（スピーディー・ゴンザレス）
  - ルーニー・テューンズ・ショー[140]
- ロボッツ（ティム）
- ワンス・アポン・ア・スタジオ -100年の思い出-（ティモン）
- ウィッシュ[141]

### テレビドラマ
- 名探偵カッチン（1967年、NHK、エキストラ）
- 海からきた平太（1968年4月2日 - 1969年4月1日、NHK、土井平太）
- 五人と一ぴき（1969年、NHK）
- 裁きの家（1970年4月7日 - 6月30日、関西テレビ、小田島弘二）
- どこかでなにかが（1970年5月18日 - 29日、NHK、早乙女鶴亀）
- 山河（1970年11月14日、NHK）
- 徳川おんな絵巻（第11話、1970年、関西テレビ、松平直矩）
- 中学生日記（1972年、NHK）
- 姉妹（1974年1月1日、NHK）
- 伝七捕物帳 第107話「裏通りの鼠たち」（1976年2月3日、NTV） - 定吉
- 刑事くん（第5部 / 第3話、1976年6月21日、TBS）
- 特別機動捜査隊 第775話「浅草喜劇役者」（1976年9月29日、NET） - 鉄也 役
- 11人いる!（1977年1月2日、NHK、チャコ）
- 人形佐七捕物帳　第9話「冥土の恨み独楽」（1977年5月21日、テレビ朝日） - 松吉 役
- 横溝正史シリーズII 仮面劇場（1978年、TBS、ノンクレジットで声のみの出演[要出典]）
- 翔んだパープリン（1981年10月16日 - 1982年3月26日、フジテレビ、ポッポちゃん）
- 間違われちゃった男（第2・最終話、2013年4月20日・6月22日、フジテレビ、本人）
- 天誅〜闇の仕置人〜（2014年1月24日 - 3月14日、フジテレビ、東条ミツ子）
- ボイスII 110緊急指令室 最終話（2021年9月25日、日本テレビ） - マンション住人 役
- お花のセンセイ（2021年12月23日、テレビ朝日） - ベーカリー店主 役[142]

### 特撮
1980年
- Xボンバー（PPアダムスキーの声）

2012年
- 仮面ライダー×仮面ライダー ウィザード&フォーゼ MOVIE大戦アルティメイタム（ガーラの声）

2018年
- 快盗戦隊ルパンレンジャーVS警察戦隊パトレンジャー（グッドストライカーの声）
- 快盗戦隊ルパンレンジャーVS警察戦隊パトレンジャー en film（グッドストライカーの声）

2019年
- ルパンレンジャーVSパトレンジャーVSキュウレンジャー（グッドストライカーの声）

### 人形劇
- こどもにんぎょう劇場
  - 「わらしべ長者」（五兵衛）
  - 「霊芝草」
- 地球防衛軍テラホークス（ベビースター）
- プリンプリン物語（マイ王子、モイヤー）
- プルルくん(ハッピイ)

### 映画
- 犬神家の一族（1976年） - 犬神佐兵衛（少年時） 役
- さよならドビュッシー（2013年1月） - 工藤 役
- まぜこぜ一座殺人事件（2024年公開予定）[145]

### テレビ番組（レギュラー）
- お願い!ランキング「雄二のぶっちゃけ部屋」メインパーソナリティ（テレビ朝日、2011年10月13日 - ）
- 森田一義アワー 笑っていいとも!（フジテレビ、2012年4月4日 - 2013年3月27日）水曜レギュラー（隔週）
- 家族になろう（よ）（テレビ東京、2012年4月13日 - 2012年9月7日）ナレーション
- ご自慢ライブ おしあげNOW→東京スカイツリータウン MXご自慢ライブ（東京メトロポリタンテレビジョン、2012年5月27日 - 2013年3月31日）

### テレビ番組
- Rの法則 声優対決〜秋の陣〜（2012年10月8日、NHK Eテレ）浦島太郎 他
- ぶっちゃけ寺&Qさま!! 合体3時間スペシャル（2015年9月7日、テレビ朝日）問題読み特別ナレーター
- 探検バクモン（2018年7月11日、NHK総合）
- X年後の関係者たち（2022年、BS-TBS）

### ラジオ
- アニメトピア（1980年 - 1983年、ラジオ大阪他）
- アニメNOW!（1981年 - 1982年、文化放送）
- ペアペアアニメージュ（1983年 - 、ラジオ日本→文化放送→ラジオ日本）
- 日本全国ヤロメロどん!月曜日（1983年 - 1986年、ラジオたんぱ）
- （三ツ矢3+日高3）2=?!（2006年 - 、ウェブラジオ）
- ここはふるさと 旅するラジオ（2009年4月9日） - ゲスト[146]
- 東京REMIX族（2011年、J-WAVE）

### CD
- コラージュ（1986年6月21日）
- 上杉達也 Touch in Memory（1987年2月21日）
- サウンド・オブ・サイレンス（1998年9月23日、「I am a Rock」と「明日に架ける橋」を歌唱）
- 集英社カセットコミックシリーズ 聖闘士星矢 黄金十二宮〈前編〉（1988年、シャカ）
- 集英社カセットコミックシリーズ 聖闘士星矢 黄金十二宮〈後編〉（1988年、シャカ）
- アルスラーン戦記3 落日悲歌（1990年、ラジェンドラ）
- タッチ Music Flavor3（1990年、「僕たちのSomeday」収録）
- 富士見二丁目交響楽団シリーズ 赤い靴ワルツ（1998年）
- サクラ大戦ドラマCDシリーズ（江戸川夢声）

### CMナレーション
- ポピー ポピニカ コン・バトラーV（1976年）
- 日本ケロッグ「チョコクリスピー」（チョコくん）
- CASIO「ルーピー」
- 明治チョコスナック 悪魔くん（1989年）
- ガスト「お箸で切れちゃうビーフシチューぜいたくがけハンバーグ 2つの出会い編」（2012年2月）

### レコード(LP)
- 1979 めざせモスクワ（バオバブシンガーズのメンバーとして）
- 1980.05.05 SKS-120 シナモンの香り
- タイムパトロール隊オタスケマン 歌と音楽集（ゼンダマン1号）
- 1980.12.05 K25A-117 to NICOLE
- 1981.07.05 K25A-175 MODERN BOY
- FOUR
- IT BOY
- 1984.03.21 K28A-504 Say It's Love（※『アニメディア』 1984年4月号より）

### レコード(EP)
- 1980.11.21 K07S-126 ねぇ! キスしてよ
- 1981.08.05 ラブ・ジャングル
- 1981 K07S-181 もう一度だけ・カーニバル

### 玩具
- 快盗戦隊ルパンレンジャーVS警察戦隊パトレンジャー VSビークルシリーズ ダブル変形 DXグッドストライカー（2018年3月3日）

### その他コンテンツ
- てんぱいぽんちん体操（歌）
- ディズニー・オン・アイス（ティモン）
- 東京ディズニーランド
  - スター・ツアーズ（RX-24）
  - フィール・ザ・マジック（ティモン）
  - トイ・ストーリー・ファン・パーティ（レックス）
  - スター・ツアーズ:ザ・アドベンチャーズ・コンティニュー（RX-24）
  - ミッキーのマジカルミュージックワールド（ティモン）
- 東京ディズニーシー
  - トイ・ストーリー・マニア!（レックス）
- ミュージカルサクラ大戦歌謡ショウ（江戸川夢声）
- スター爆笑Q&A（VTRのナレーター、読売テレビ）
- 志摩スペイン村・パルケエスパーニャ（フリオラニャーナ）
- あにP-アニメプロデューサーズ（TOKYO MX、ナレーション）
- ドラえもん&Fキャラオールスターズ 『月面レースで大ピンチ!?』（並平凡[147]）
- '93年度代々木アニメーション学院福岡校卒業制作「赤ずきんちゃんリターンズ」（狼）
- 声優のホンネ 島本須美×三ツ矢雄二（2020年11月7日、ファミリー劇場〈公式YouTube配信、ファミリー劇場CLUB動画配信、テレビ放送〉）※トーク番組。島本須美と出演[148]
- 矢場とんオリジナルアニメ『大須のぶーちゃん』（2022年、招き猫[149]）

## 音響監督（アフレコ演出）
- 家庭教師ヒットマンREBORN!（途中まで）
- capeta
- 吟遊黙示録マイネリーベ
- クッキンアイドル アイ!マイ!まいん!
- 雲のむこう、約束の場所
- ケロケロちゃいむ[150]（ノンクレジット）
- 鋼鉄三国志
- 真・女神転生Dチルドレン ライト&ダーク
- 涼風
- 双界儀
- トランスフォーマー カーロボット
- 破壊魔定光
- 発明BOYカニパン（途中まで）
- ビーストウォーズネオ 超生命体トランスフォーマー
- ビックリマン2000
- 秒速5センチメートル
- ブレイヴフェンサー 武蔵伝
- ホイッスル!
- 星を追う子ども
- Master of Epic The Animation Age
- 水色時代[151]
- メダロット
- 遊☆戯☆王デュエルモンスターズ
- 遊☆戯☆王デュエルモンスターズGX（途中まで）
- るろうに剣心 -明治剣客浪漫譚-（スタジオディーン制作時代から）